# 大红翠雀花
大红翠雀花（学名：Delphinium cardinale）是毛茛科翠雀属多年生草本植物，原产美国加利福尼亚和墨西哥下加利福尼亚，生于海拔300~1500米的灌丛坡地。与靠熊蜂授粉的大多数翠雀属植物不同，大红翠雀花主要由蜂鸟授粉。

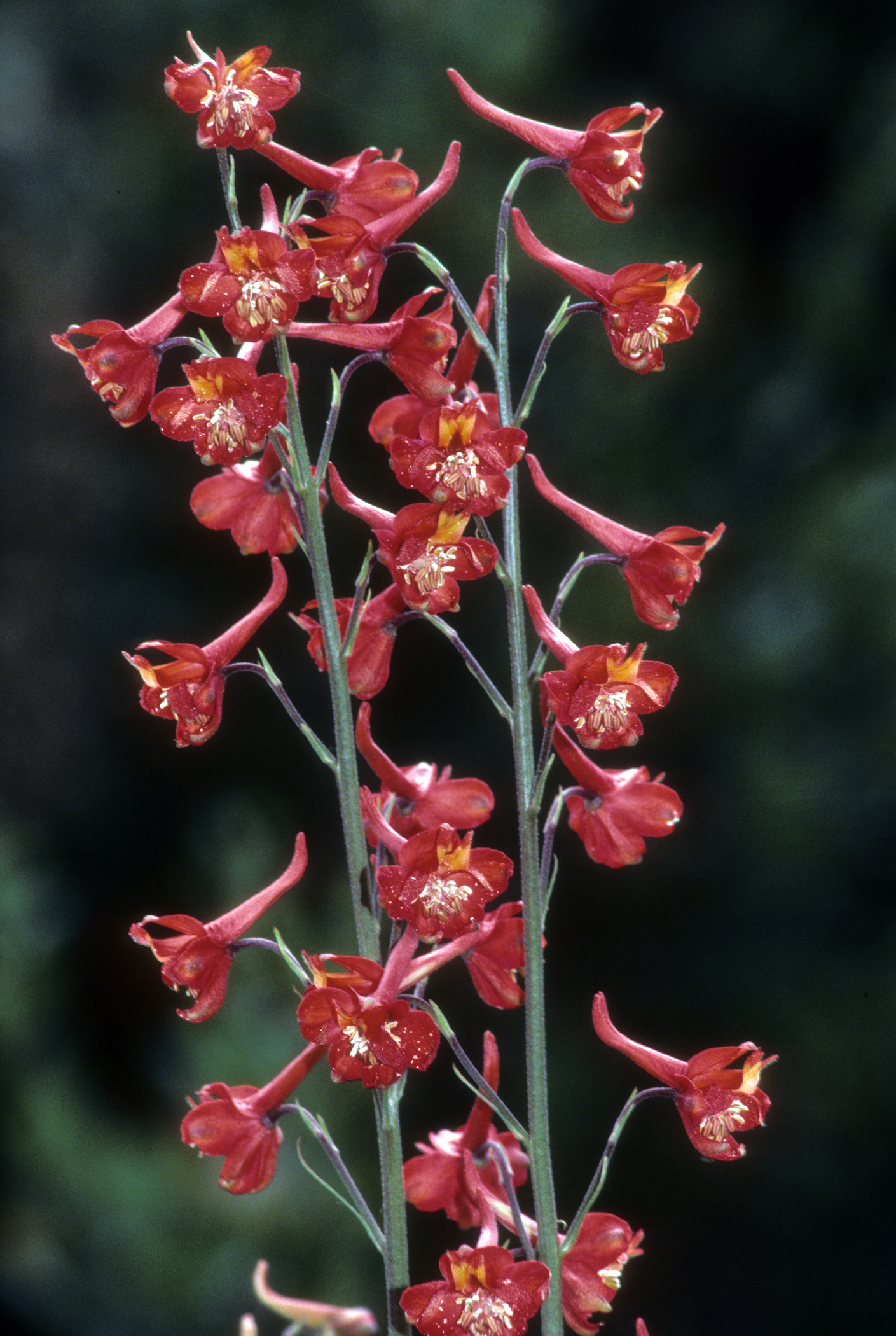

大红翠雀花是翠雀属少有的开红花的物种，也是北美仅有的两种开红花的翠雀花之一（另一种是红翠雀花）。与红翠雀花相比，大红翠雀花植株更高大，可以高达2米以上，并且更倾向于生长在干旱处。
高花翠雀太平洋巨人系列（Pacific Giants）中的‘黑骑士’（'Black Knight'）与‘阿斯托拉特’（'Astolat'）有大红翠雀花的血统。